# サミット郡 (ユタ州)
サミット郡（英: Summit County）は、アメリカ合衆国ユタ州の北部に位置する郡である。2010年国勢調査での人口は36,324人であり、2000年の29,736人から22％増加した。郡庁所在地はコールビル市（人口1,363人）であり、同郡で人口最大の町はパークシティ市（人口7,558人）である。1854年に設立され、郡名はユタ州内で標高の高い山38峰があることに因んで名付けられた。岩の多い山岳部で郡内が占められており、平均標高は8,388フィート (2,557 m) であり、コロラド州以外では2番目に高い郡となっている。
サミット郡の全体がソルトレイクシティ大都市圏、ならびにソルトレイクシティ・オグデン・クリアフィールド広域都市圏に属している。ソルトレイクシティに近いことから、パークシティは高級保養地としての評判を獲得し、地域に新たな発展をもたらしている。

## 地理
アメリカ合衆国国勢調査局に拠れば、郡域全面積は1,882平方マイル (4,874 km2)であり、このうち陸地は1,871平方マイル (4,846 km2)、水域は11平方マイル (28 km2)で水域率は0.58％である。

### 隣接する郡
- リッチ郡 - 北
- モーガン郡 - 北西
- ソルトレイク郡 - 西
- ワサッチ郡 - 南
- ドゥーシェイン郡 - 南
- ダゲット郡 - 東
- スウィートウォーター郡 (ワイオミング州) - 北東
- ユインタ郡 (ワイオミング州) - 北

### 国立保護地域
- アシュレー国立の森（部分）
- ワサッチ国立の森（部分）

## 人口動態
以下は2000年国勢調査による人口統計データである。
| 基礎データ - 人口: 29,736人 - 世帯数: 10,332 世帯 - 家族数: 7,501 家族 - 人口密度: 6.2人/km2（16人/mi2） - 住居数: 17,489軒 - 住居密度: 3.5軒/km2（9軒/mi2） 人種別人口構成 - 白人: 91.80% - アフリカン・アメリカン: 0.24% - ネイティブ・アメリカン: 0.31% - アジア人: 0.96% - 太平洋諸島系: 0.04% - その他の人種: 5.43% - 混血: 1.21% - ヒスパニック・ラテン系: 8.09% 宗教 - モルモン教：36.8％（州全体では66％） - カトリック教：10.6％ - 無宗教：44.2％ | 世帯と家族（対世帯数） - 18歳未満の子供がいる: 40.8% - 結婚・同居している夫婦: 63.5% - 未婚・離婚・死別女性が世帯主: 6.2% - 非家族世帯: 27.4% - 単身世帯: 18.4% - 65歳以上の老人1人暮らし: 3.2% - 平均構成人数 - 世帯: 2.87人 - 家族: 3.30人 収入と家計 - 収入の中央値 - 世帯: 64,962米ドル - 家族: 72,510米ドル - 性別 - 男性: 47,236米ドル - 女性: 28,621米ドル - 人口1人あたり収入: 33,767米ドル - 貧困線以下 - 対人口: 5.4% - 対家族数: 3.0% |

## 政治
サミット郡の有権者は最近行われた選挙で、ユタ州の他地域に比べて民主党へのかなり高い投票率を示している。2000年と2004年のアメリカ合衆国大統領選挙で、ジョージ・W・ブッシュは接戦の末にサミット郡を制したが、州内では最も低い獲得率だった。例えば2006年のアメリカ合衆国上院議員選挙では、民主党候補のピート・アシュダウンが制した唯一の郡となり、州全体では共和党の現職オリン・ハッチが2対1の比率で圧勝していた。2008年アメリカ合衆国大統領選挙でも同様に、民主党のバラク・オバマが共和党のジョン・マケインに15.3％差を付けてサミット郡を制したが、マケインは州全体で28.1％差を付けてオバマに勝った。ユタ州内でオバマが勝利したのは3郡に過ぎなかった。
郡政では選挙で選ばれる役人の大半が民主党員であり、サミット郡郡政委員会の5人の委員のうち4人までが民主党員である。
2004年に行われた同性の結婚を禁じる法案の住民投票では、サミット郡はグランド郡と共にこれに反対した2つの郡の1つとなった。末日聖徒イエス・キリスト教会員の人口に占める比率でも州内ではグランド郡に次いで2番目に低い。
2010年6月、個人の性的指向あるいは性同一性に基づいて雇用や住家を差別することを禁じたことで、ユタ州内では6番目の地方自治体となった。

## 都市と町

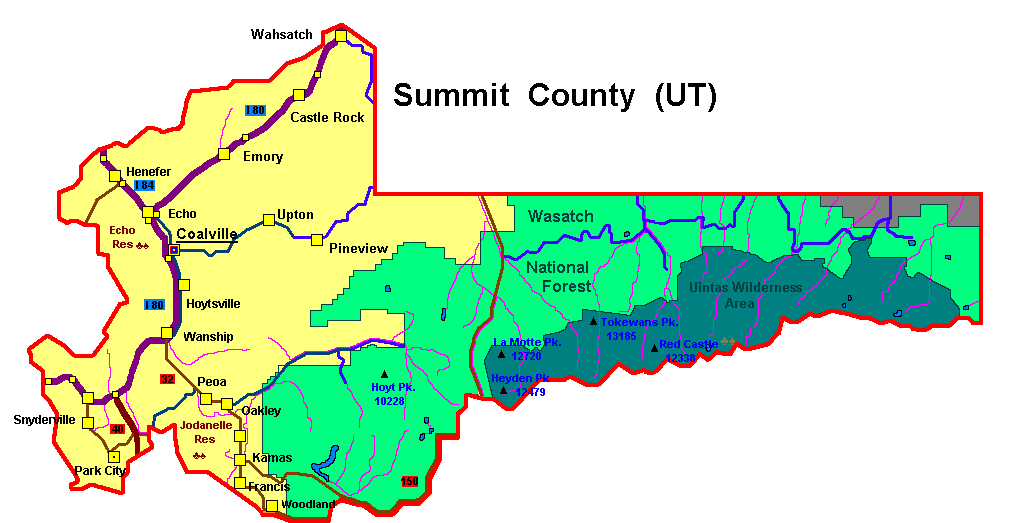
郡の地図

### 都市
- パークシティ
- コールビル - 郡庁所在地
- カマス
- オークレー

### 町
- フランシス
- ヘネファー

### 国勢調査指定地域
- ノーススナイダービルベイスン
- サマク
- サウススナイダービルベイスン
- サミットパーク
- ウッドランド

### その他の町
- エコー
- ホイツビル
- ピオア